# Spyker F8-VII
El Spyker F8-VII (posteriormente conocido como Force India VJM01) es un monoplaza de Fórmula 1, construido por Spyker F1 para competir en la Temporada 2007 de Fórmula 1. Una especificación B llamada Spyker F8-VIIB se puso en marcha en el Gran Premio de Italia y se utilizó para el resto de la temporada 2007. Para la temporada 2008, Force India utilizó una versión ligeramente modificada del F8-VII B, llamada Force India VJM01, acrónimo de los nuevos dueños del equipo, Vijay Mallya, Jan Mol y Michiel Mol. El F8-VII fue el único monoplaza construido por Spyker en F1 por sí misma, después de comprar el equipo Midland a finales de 2006.

## Historia

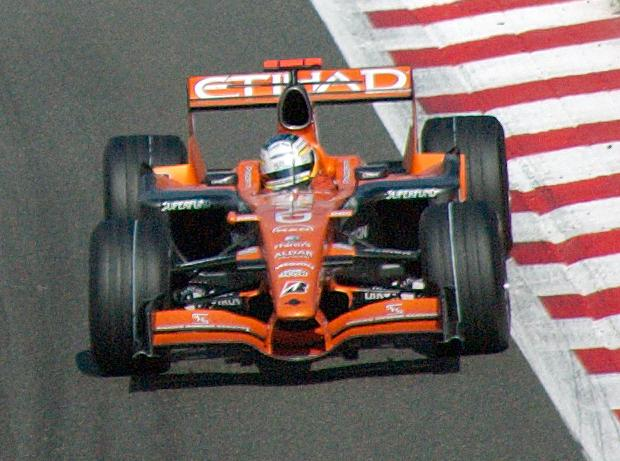
Adrian Sutil al volante del F8-VIIB en el Gran Premio de Bélgica de 2007.

El F8-VII fue descrito por el equipo como una base sólida sobre la cual construir, ya que tenían un período relativamente corto de tiempo para producir un nuevo monoplaza de F1. James Key, director técnico de Spyker F1, dijo, "También tratamos de predecir lo mejor que pudimos el rendimiento de los neumáticos de 2007, y trabajamos duro en la aerodinámica, que es, por supuesto, siempre es lo fundamental. De esa manera podríamos concentrar todos nuestros esfuerzos en áreas relacionadas con el rendimiento."
El monoplaza no fue competitivo y anotó solo un punto en el Gran Premio de Japón de 2007.
Cabe destacar que para ser un monoplaza sin éxito, Markus Winkelhock, en su única carrera en el Gran Premio de Europa en Nürburgring, partía último, pero después de cambiar los neumáticos después de la vuelta de calentamiento, se encontró líder de la carrera con 33 segundos de ventaja después de solo dos vueltas, debido a que fue el único piloto en montar neumáticos de lluvia antes de que comenzara a llover. La carrera se detuvo debido a la lluvia, y Winkelhock fue líder de la misma durante 7 vueltas, pero a medida que las condiciones mejoraron, tras la reanudación, se notaron las carencias del monoplaza, y finalmente, se retiró  tras 15 vueltas. 

### Nombre
A diferencia de la tencencia creada originalmente por Jordan Grand Prix y continuada por Midland F1, la designación de nomenclatura del nuevo monoplaza se relaciona directamente con el patrimonio de Spyker como un fabricante de automóviles y aviones. Cuando la compañía holandesa inició su actividad a principios del siglo XX, los vehículos se llamaron A, B y C. Cuando el CEO de Spyker, Victor Muller resucitó el nombre de Spyker en 2000, quiso aprovechar esa historia.
"Cuando lanzamos la primera línea moderna de Spyker, el C8 Spyder, la llamamos C a para continuar con la nomenclatura original", explicó. "La línea E se pondrá en marcha en un futuro próximo, así que tiene sentido para nuestro monoplaza de Fórmula 1, nuestro último modelo, se llame línea F".
El número 8 se refiere al número de cilindros del motor de origen Ferrari, la misma razón por la que se usa con Spykers de calle. La subdenominación VII (7) se refiere a los días de Spyker como fabricante de aviones, en los que todos los modelos designaban con números romanos el año en que se ponía en marcha la aeronave. Luego el Spyker F8-VII hace referencia a la línea F de Spyker, a los 8 cilindros del motor y al año 2007.

### F8-VIIB
Una "especificación B" del monoplaza fue desarrollada a mediados de la temporada 2007. El debut del F8-VIIB fue inicialmente planeado para el Gran Premio de Turquía de 2007, pero fue posteriormente retrasado hasta el Gran Premio de Italia de 2007 tras no superar los crash tests. Adrian Sutil marcaría con este monoplaza el único punto de Spyker en la Fórmula 1 en el Gran Premio de Japón de 2007.

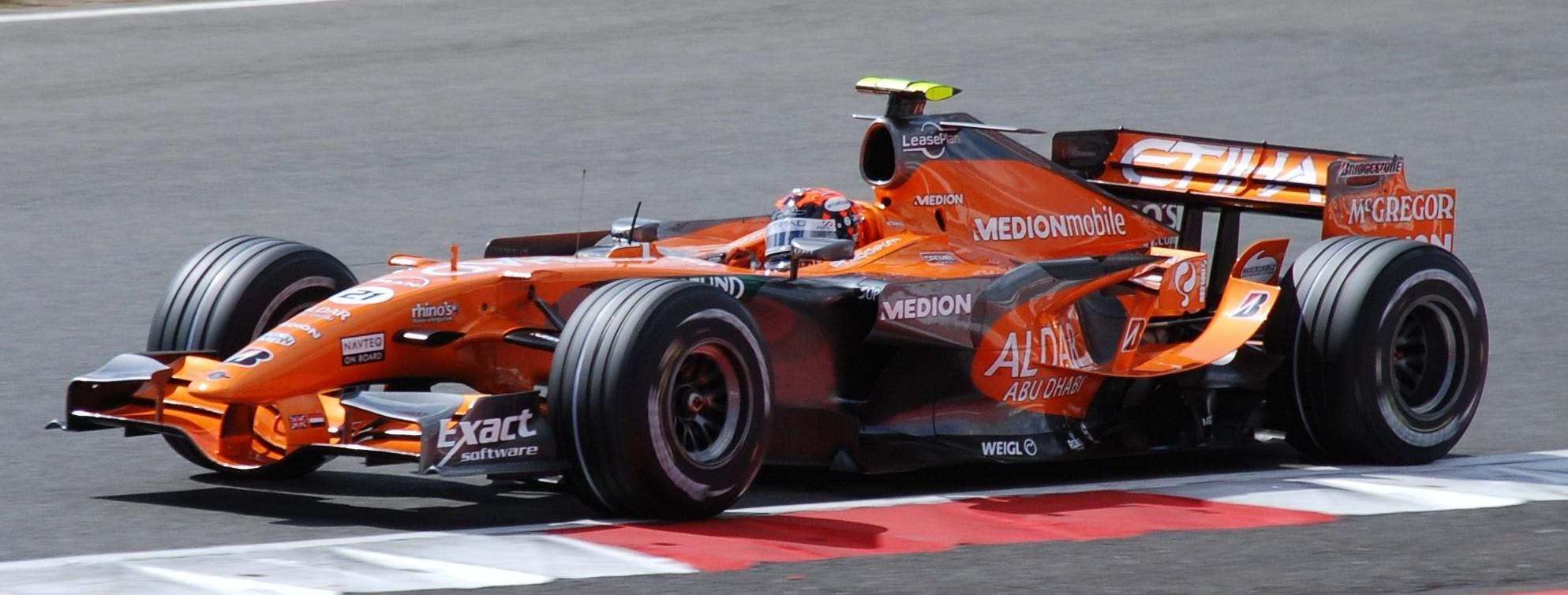
Christijan Albers al volante del F8-VII en elGran Premio de Gran Bretaña de 2007.

### Force India VJM01

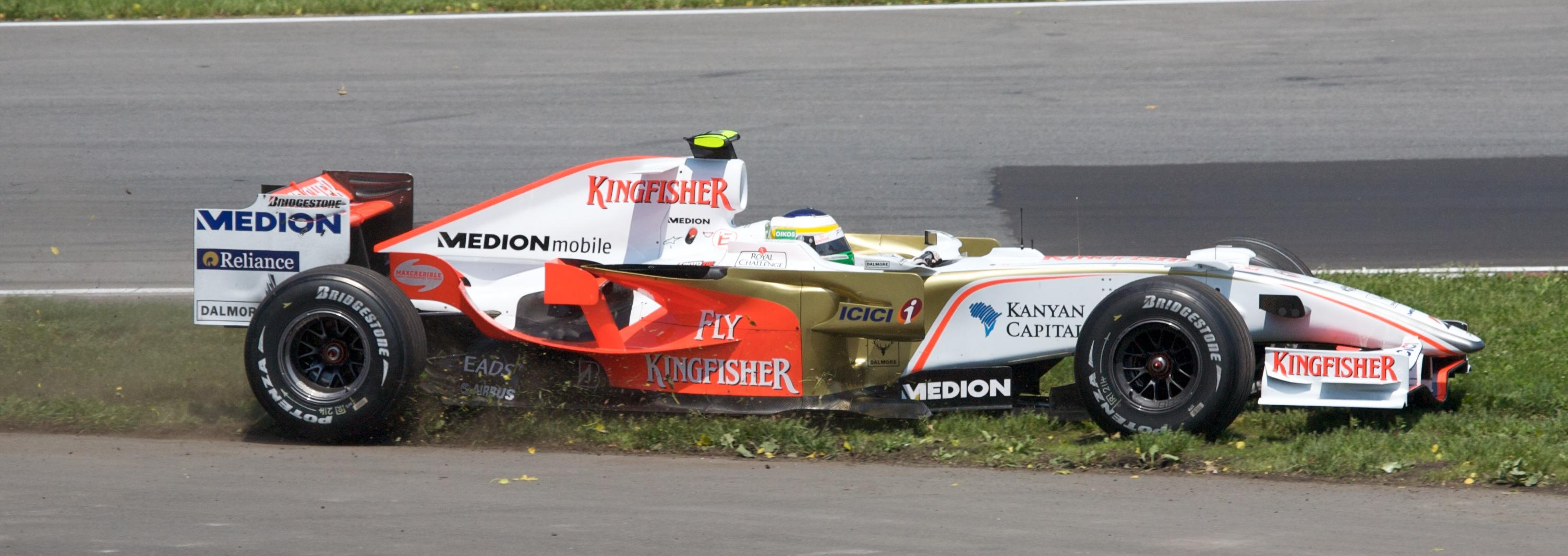
Giancarlo Fisichella en el Gran Premio de Canadá de 2008.

El equipo Spyker fue comprado por Vijay Mallya durante el año 2007, para convertirlo en Force India para el año 2008. Con una prueba inicial en 2008, llevada a cabo en un F8-VIIB redecorado, la versión definitiva del Force India VJM01 -basado en gran parte en el F8-VII B- hizo su debut en test el 25 de febrero de 2008. Aunque el equipo estuvo cerca de obtener un cuarto puesto en el Gran Premio de Mónaco de 2008, finalmente no lograron un solo punto, y Force India terminó la temporada en la parte inferior de la clasificación de constructores, únicamente por delante de Super Aguri, que se retiró del campeonato después de cuatro carreras.

## Resultados
(Clave) (negrita indica pole position) (cursiva indica vuelta rápida)
| Año  | Equipo                      | Chasis  | Motor              | Neu. | N.º | Pilotos              | 1   | 2   | 3   | 4   | 5   | 6   | 7   | 8   | 9   | 10  | 11  | 12  | 13  | 14  | 15  | 16  | 17  | 18  | Puntos | Pos. |
| ---- | --------------------------- | ------- | ------------------ | ---- | --- | -------------------- | --- | --- | --- | --- | --- | --- | --- | --- | --- | --- | --- | --- | --- | --- | --- | --- | --- | --- | ------ | ---- |
| 2007 | Etihad Aldar Spyker F1 Team | F8-VII  | Ferrari 056 2.4 V8 | B    |     |                      | AUS | MYS | BHR | ESP | MON | CAN | USA | FRA | GBR | EUR | HUN | TUR | ITA | BEL | JPN | CHN | BRA |     | 1      | 10.º |
| 2007 | Etihad Aldar Spyker F1 Team | F8-VII  | Ferrari 056 2.4 V8 | B    | 20  | Adrian Sutil         | 17  | Ret | 15  | 13  | Ret | Ret | 14  | 17  | Ret | Ret | 17  | 21  |     |     |     |     |     |     | 1      | 10.º |
| 2007 | Etihad Aldar Spyker F1 Team | F8-VII  | Ferrari 056 2.4 V8 | B    | 21  | Christijan Albers    | Ret | Ret | 14  | 14  | 19  | Ret | 15  | Ret | 15  |     |     |     |     |     |     |     |     |     | 1      | 10.º |
| 2007 | Etihad Aldar Spyker F1 Team | F8-VII  | Ferrari 056 2.4 V8 | B    | 21  | Markus Winkelhock    |     |     |     |     |     |     |     |     |     | Ret |     |     |     |     |     |     |     |     | 1      | 10.º |
| 2007 | Etihad Aldar Spyker F1 Team | F8-VII  | Ferrari 056 2.4 V8 | B    | 21  | Sakon Yamamoto       |     |     |     |     |     |     |     |     |     |     | Ret | 20  |     |     |     |     |     |     | 1      | 10.º |
| 2007 | Etihad Aldar Spyker F1 Team | F8-VIIB | Ferrari 056 2.4 V8 | B    | 20  | Adrian Sutil         |     |     |     |     |     |     |     |     |     |     |     |     | 19  | 14  | 8   | Ret | Ret |     | 1      | 10.º |
| 2007 | Etihad Aldar Spyker F1 Team | F8-VIIB | Ferrari 056 2.4 V8 | B    | 21  | Sakon Yamamoto       |     |     |     |     |     |     |     |     |     |     |     |     | 20  | 17  | 12  | 17  | Ret |     | 1      | 10.º |
| 2008 | Force India F1 Team         | VJM01   | Ferrari 056 2.4 V8 | B    |     |                      | AUS | MYS | BHR | ESP | TUR | MON | CAN | FRA | GBR | GER | HUN | EUR | BEL | ITA | SIN | JPN | CHN | BRA | 0      | 10.º |
| 2008 | Force India F1 Team         | VJM01   | Ferrari 056 2.4 V8 | B    | 20  | Adrian Sutil         | Ret | Ret | 19  | Ret | 16  | Ret | Ret | 19  | Ret | 16  | Ret | Ret | 13  | 19  | Ret | Ret | Ret | 16  | 0      | 10.º |
| 2008 | Force India F1 Team         | VJM01   | Ferrari 056 2.4 V8 | B    | 21  | Giancarlo Fisichella | Ret | 12  | 12  | 10  | Ret | Ret | Ret | 18  | Ret | 14  | 15  | 14  | 17  | Ret | 14  | Ret | 17  | 18  | 0      | 10.º |